# کاسارس
کاسارس (به اسپانیایی: Casares) یک دهستان اسپانیا است.

## خصوصیات
کاسارس ۱۶۰ کیلومترمربع مساحت و ۴٬۰۵۱ نفر جمعیت دارد.